# Паливоденица
Паливоденица (на албански: Paldenica; на сръбски: Паливоденица) е село в Косово, разположено в община Елезки хан, окръг Феризово. Намира се на 736 метра надморска височина. Населението според преброяването през 2011 г. е 1723 души, от тях: 1682 (97,62 %) албанци, 40 (2,32 %) бошняци и 1 (0,05 %) от друга етническа група.

## Население
Численост на населението според преброяванията през годините:
- 1948 – 182 души
- 1953 – 330 души
- 1961 – 330 души
- 1971 – 383 души
- 1981 – 724 души
- 1991 – 837 души
- 2011 – 1723 души